# Aphanotriccus capitalis
Aphanotriccus capitalis là một loài chim trong họ Tyrannidae.